# 扎里奇內 (紹斯特卡區)
52°11′20″N 34°0′21″E / 52.18889°N 34.00583°E
扎里奇內（烏克蘭語：Зарічне）是位於烏克蘭東北部的鄉村居民點，由蘇梅州紹斯特卡區的中布達市鎮負責管轄。該鄉處於中布達附近，海拔高度183米，2001年該城鎮人口273。